# Limnephilus fuscinervis
Limnephilus fuscinervis är en nattsländeart som först beskrevs av Zetterstedt 1840.  Limnephilus fuscinervis ingår i släktet Limnephilus och familjen husmasknattsländor. Arten är reproducerande i Sverige.

## Underarter
Arten delas in i följande underarter:
- L. f. nigrosignatus
- L. f. solutus